# بروك كوينان
بروك كوينان (بالإنجليزية: Brooke Queenan)‏ مواليد 10 أبريل 1984 في بنسيلفانيا، هي لاعبة كرة سلة أمريكية سابقة. بدأت مسيرتها الاحترافية في سنة 2006. تم اختيارها من قبل فريق نيويورك ليبرتي خلال الدرافت. وحملت الرقم 2. يبلغ طولها 6 قدم 2 بوصة (1.9 م). اعتزلت اللعب في 2014.

## المسيرة الاحترافية
لعبت مع كونيتيكت صن في سنة 2006، ثم لعبت مع نادي بانيونيس لكرة السلة في موسم 2007–2008، ثم لعبت مع شيكاغو سكاي في سنة 2008، ثم لعبت مع نادي أريس لكرة السلة في سنة 2010، ثم لعبت مع نادي بارتيزان لكرة السلة للسيدات في موسم 2012–2013.

## روابط خارجية
- بروك كوينان على موقع الاتحاد الوطني لكرة السلة النسائية (الإنجليزية)
- بروك كوينان على موقع كرة السلة الأوروبية.كوم (الإنجليزية)
- بروك كوينان على موقع كلية كرة السلة في سبورتس رفرنس.كوم (الإنجليزية)
- بروك كوينان على موقع بروبوليرز (الإنجليزية)
- بروك كوينان على موقع سبورتس رفرنس (الإنجليزية)